# Tharra acusifera
Tharra acusifera är en insektsart som beskrevs av Nielson 1975. Tharra acusifera ingår i släktet Tharra och familjen dvärgstritar. Inga underarter finns listade i Catalogue of Life.